# Thersites
Thersites (Grieks: Θερσίτης) is een personage uit de Ilias.

## Beschrijving
Thersites was een van de deelnemers aan de expeditie van de Achaeërs tegen Troje. In de Ilias wordt hij door Homeros voorgesteld als lichamelijk gehandicapt, en als dusdanig geldt hij als de lelijkste onder de Grieken, en bovendien als een rancuneuze kwaadspreker van lage komaf.
In Ilias II, verzen 212-277, beledigt Thersites Agamemnon, ruit de manschappen tegen hun leiders op en wordt daarom door Odysseus op hardhandige wijze het zwijgen opgelegd.
Hij wordt getypeerd als een brutale, knorrige en humeurige kerel die vanuit een zeker isolement, op expliciete wijze uiting geeft aan zijn frustratie en verbittering, en in ongezouten taal kritiek spuit op alles en nog wat, vooral op de aristocratische aanvoerders en hun beslissingen. Eigenlijk ziet niemand hem graag komen, ook al heeft hij hier en daar misschien nog wat aanhang. Zo is hij de literaire traditie ingegaan als een karikatuur van de ongenuanceerde 'kritikaster', en als een voorloper van de anti-autoritaire, 'plebejische' onruststoker.
In de posthomerische traditie is het oordeel over Thersites enigszins milder. Hier wordt hij voorgesteld als een zoon van Agrius en een verwant van Diomedes, en dus van beteren huize. Thersites zou gedood zijn door Achilles, nadat hij met hem, Achilles, de spot had gedreven omdat hij verliefd werd op de stervende Penthesilea die hij dodelijk had verwond. Achilles moest nadien van deze bloedschuld gereinigd worden op het eiland Lesbos. Een afbeelding van de gedode Thersites met Achilles en Diomedes komt voor op een Apulische amfoor uit de 4e eeuw v.Chr. in het museum van Boston.
Plato laat Thersites in de Mythe van Er (Plato, Staat, 620c) reïncarneren in een baviaan. Hieruit kunnen we opmaken dat Plato's dunk van deze figuur niet al te hoog was. Opvallend is dat filosofen als Nietzsche juist wel iets in deze figuur zien.
- Bibliothèque nationale de France: cb12437684z (data)
- Gemeinsame Normdatei: 118998749
- Système universitaire de documentation: 068779100
- Virtual International Authority File: 37717055